# Hurt to Heart〜痛みの行方〜
『Hurt to Heart〜痛みの行方〜』（ハート・トゥ・ハート いたみのゆくえ）は、中山美穂の32枚目のシングル。1995年7月21日にキングレコードからリリースされた。(CDS:KIDS-251)

## 解説
- 表題作はTBS系ドラマ『ひと夏のラブレター』主題歌。カップリングは同ドラマ挿入歌。
- 中山本人によると、発売年の数年前にレコーディングされていたが、当時では大人っぽすぎるという理由からお蔵入りになっていた。この年、ドラマ主題歌のオファーがありレコーディングをし直してのシングル化となった。
- 中山（個人名義）のシングルとしては、現時点で最後のオリコントップ10入りを果たした楽曲である。
- アートワークはサカグチケン

## 収録曲
1. Hurt to Heart〜痛みの行方〜
  - 作詞・作曲: 横山敬子、編曲: Jerry Hey
2. I LOVE YOU
  - 作詞: 中山美穂、作曲: CINDY、編曲: Jerry Hey
3. Hurt to Heart〜痛みの行方〜（オリジナルカラオケ）
4. I LOVE YOU　（オリジナルカラオケ）

## 収録アルバム
- Hurt to Heart〜痛みの行方〜
  - Mid Blue
  - TREASURY
  - YOUR SELECTION 1
  - COLLECTION IV
  - Complete SINGLES BOX
  - 中山美穂 パーフェクト・ベスト
  - 30th Anniversary THE PERFECT SINGLES BOX
  - All Time Best

- I LOVE YOU
  - YOUR SELECTION 2
  - Complete SINGLES BOX
  - 30th Anniversary THE PERFECT SINGLES BOX